# Seno petroso superior
El seno petroso superior es uno de los senos venosos durales situados bajo el cerebro. Recibe sangre del seno cavernoso y pasa hacia atrás y lateralmente para drenar en el seno transverso. El seno recibe las venas petrosas superiores, algunas venas cerebelosas, algunas venas cerebrales inferiores y las venas de la cavidad timpánica. Pueden estar afectadas por una malformación arteriovenosa o una fístula arteriovenosa, que suelen tratarse con cirugía.

## Estructura
El seno petroso superior se encuentra debajo del cerebro. Se origina en el seno cavernoso. Pasa hacia atrás y lateralmente para drenar en el seno transverso.
El seno discurre en el margen adjunto del tentorium cerebelli, en un surco de la parte petrosa del hueso temporal formado por el propio seno: el surco petroso superior.

## Función
El seno petroso superior drena muchas venas del cerebro, entre ellas las venas petrosas superiores, algunas venas cerebelosas, algunas venas cerebrales inferiores y venas de la cavidad timpánica.

## Importancia clínica
El seno petroso superior puede estar afectado por una malformación arteriovenosa o una fístula arteriovenosa. La mayoría no se resuelven por sí solas. Pueden ser tratadas con cirugía endovascular o cirugía abierta.

## Imágenes adicionales

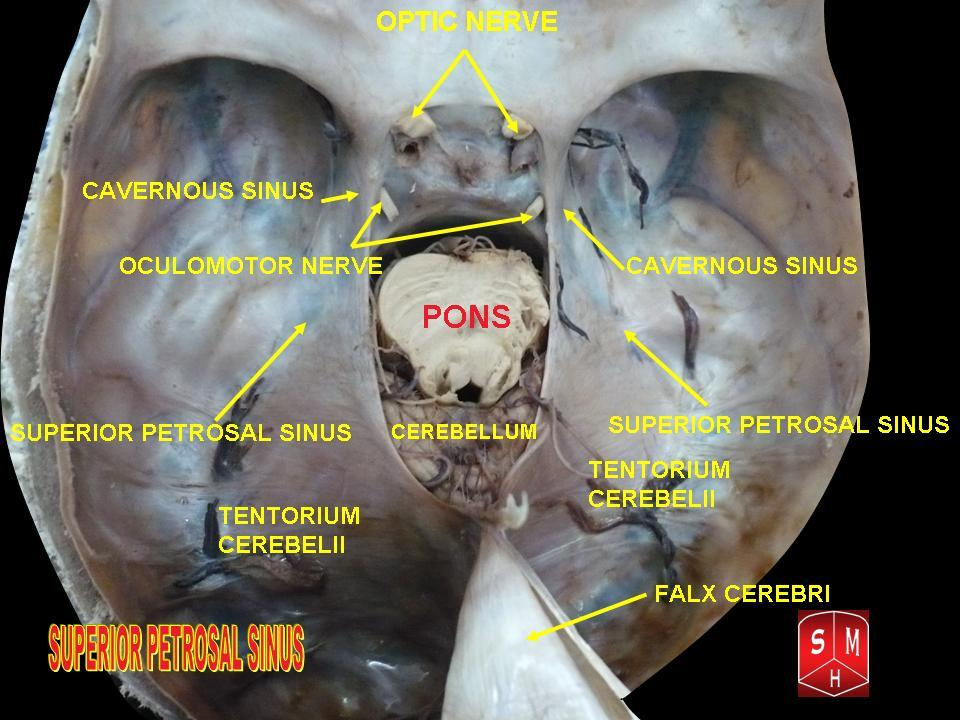
Seno petroso superior